# Torrent de Fontfreda (Bages)
El Torrent de Fontfreda, dit també Torrent de Can Fontfreda, és un afluent per la dreta de la Riera de Coaner, al Bages.

## Municipis per on passa
El curs del Torrent de Fontfreda transcorre íntegrament pel terme municipal de Sant Mateu de Bages.

## Xarxa hidrogràfica
La xarxa hidrogràfica del Torrent de Fontfreda està constituïda per 14 cursos fluvials que sumen una longitud total de 6.793m.

### Distribució municipal
El conjunt de la seva xarxa hidrogràfica transcorre íntegrament pel terme municipal de Sant Mateu de Bages.

### Territori PEIN
Tota la conca del torrent forma part del PEIN de la Serra de Castelltallat.